# Докань
Докань, Докані (рум. Docani) — село у повіті Васлуй в Румунії. Входить до складу комуни Віндерей.
Село розташоване на відстані 229 км на північний схід від Бухареста, 55 км на південь від Васлуя, 113 км на південь від Ясс, 82 км на північ від Галаца.

## Населення
За даними перепису населення 2002 року у селі проживали 683 особи, усі — румуни. Усі жителі села рідною мовою назвали румунську.